# 2017年美國網球公開賽
2017年美國網球公開賽（2017 US Open）是第137屆美國網球公開賽，在美國網球協會比莉·珍·金網球中心舉行。本屆賽事的男子單打冠軍是拉斐爾·納達爾，女子單打冠軍是斯洛恩·史蒂芬斯。這一屆美國網球公開賽在美國國內的轉播商是ESPN。

## 外部連結
- 官方網站（页面存档备份，存于）

| 前任： 2016年美國網球公開賽   | 美國網球公開賽 | 繼任： 2018年美國網球公開賽 |
| 前任： 2017年溫布頓網球錦標賽 | 網球大滿貫     | 繼任： 2018年澳洲網球公開賽 |